# Stefan Lehner (Handballspieler)
Stefan Lehner (* 19. Juli 1985) ist ein ehemaliger österreichischer Handballspieler.
Der 1,88 Meter große und 85 Kilogramm schwere Rückraumspieler stand bis 2018 beim HC Linz AG unter Vertrag und stand im erweiterten Aufgebot der österreichischen Handballnationalmannschaft.

## HLA-Bilanz
| Saison    | Verein     | Spielklasse | Tore | 7-Meter        | Feldtore |
| --------- | ---------- | ----------- | ---- | -------------- | -------- |
| 2008/09   | HC Linz AG | HLA         | 138  | 2/4            | 136      |
| 2009/10   | HC Linz AG | HLA         | 67   | 9/13           | 58       |
| 2010/11   | HC Linz AG | HLA         | 86   | 12/16          | 74       |
| 2011/12   | HC Linz AG | HLA         | 129  | 7/13           | 122      |
| 2012/13   | HC Linz AG | HLA         | 139  | 4/4            | 135      |
| 2013/14   | HC Linz AG | HLA         | 170  | 47/60          | 123      |
| 2014/15   | HC Linz AG | HLA         | 91   | 20/26          | 71       |
| 2015/16   | HC Linz AG | HLA         | 135  | 34/45          | 101      |
| 2016/17   | HC Linz AG | HLA         | 101  | 17/25          | 84       |
| 2017/18   | HC Linz AG | HLA         | 5    | 0/0            | 5        |
| 2008–2018 | gesamt     | HLA         | 1043 | 152/206 (74 %) | 891      |